# Komax Holding
Die Komax Holding AG (bzw. Komax Gruppe) ist ein global tätiges Technologieunternehmen, das sich auf Märkte im Bereich der Automatisierung konzentriert. Die Gruppe beschäftigt weltweit rund 2'000 Mitarbeitende und bietet über Tochtergesellschaften und unabhängige Vertretungen Verkaufs- und Serviceunterstützung in über 60 Ländern.
Komax Holding AG ist an der Schweizer Börse SIX Swiss Exchange kotiert. Unternehmenssitz ist das luzernische Dierikon.

## Geschichte
Das Unternehmen wurde 1975 von Max Koch als Ingenieurbüro Komax gegründet, in Anlehnung an seinen Namen (Koch Max). 1978 wandelte er das Unternehmen von einer Einzelfirma in eine Aktiengesellschaft um. Mit der Gründung der Komax USA 1981 begann die Expansion ins Ausland. 1982 führte Komax die Serienproduktion am Standort Dierikon ein und fertigte im selben Jahr den weltweit ersten elektronisch gesteuerten Crimpvollautomaten.
Ab der ersten Hälfte der 1990er-Jahre expandierte das Unternehmen weiter ins Ausland und gründete Niederlassungen in Portugal, Deutschland, Singapur, Brasilien, Frankreich, Marokko, China, Malaysia, Indien und Japan. 1996 verkaufte Max Koch die Firma ans Management unter der Leitung von Leo Steiner. Im darauf folgenden Jahr wurde das Unternehmen mittels IPO an die Börse gebracht. 2012 übernahm Komax im Zuge ihrer Wachstumsstrategie die TSK Gruppe und die SLE quality engineering, beide mit Hauptsitz in Deutschland, sowie MCM Cosmic in Japan. 2016 folgten die Akquisitionen der österreichischen Thonauer Gruppe, der in Deutschland ansässigen Ondal Tape Processing und der Kabatec sowie der Asset Deal mit SLE Electronics USA. 2017 übernahm Komax Assets von Practical Solution in Singapur und Schanghai und akquirierte die Firma Laselec im französischen Toulouse. 2019 machte Komax einen Asset Deal mit dem Geschäftsbereich Application Tooling von TE Connectivity und akquirierte das US-Unternehmen Artos Engineering.
Ende August 2022 fusionierte Komax mit dem Schweizer Ausrüster in der Kabelverarbeitungs- und Prüfindustrie Schleuniger AG.

## Tätigkeitsgebiet
Komax bietet Produkte im Bereich der Kabelverarbeitung sowie für die Prüfung von Kabelsätzen an. Im Vordergrund stehen Prozesse wie das Messen, Schneiden, Abisolieren, Kontaktieren und Bandagieren von Leitungen sowie das Bestücken von Steckergehäusen und die Prüfung von Kabelsätzen. Standardmodelle und kundenspezifische Anlagen wie Abisoliermaschinen und Crimpvollautomaten werden ergänzt mit einem umfangreichen Angebot an Qualitätssicherungsmodulen und Vernetzungslösungen für die sichere und effiziente Produktion von Kabelsätzen. Die Hauptabnehmer für die Maschinen von Komax sind in der Automobilindustrie zu finden.
Durch die getätigten Akquisitionen in den vergangenen Jahren tritt Komax mit fünf zusätzlichen Unternehmen im Markt auf.
- TSK Prüfsysteme GmbH: TSK entwickelt und vertreibt Prüfsysteme und Adaptionseinheiten zur Prüfung von Kabelsätzen und weiteren elektrisch-elektronischen Baugruppen und Komponenten in der Automobilzulieferindustrie. Gegründet wurde TSK 1983 in Porta Westfalica, Deutschland. Heute ist das Unternehmen mit Produktions- und Servicestandorten weltweit tätig.
- Thonauer GmbH: Die Thonauer Gruppe wurde 1988 in Österreich gegründet und hat ihren Hauptsitz in Wien. Sie unterhält diverse Niederlassungen in Osteuropa. Der Schwerpunkt ihrer Tätigkeit liegt im Handel mit Maschinen für die Kabelverarbeitung insbesondere für die Automobil-, Elektro- und Elektronikindustrie. Ein weiteres Tätigkeitsfeld sind Maschinen zum automatischen Auftragen von geschäumten Dichtungen bzw. für den automatisierten Elektroverguss.
- Kabatec GmbH & Co. KG: Die 2008 im deutschen Burghaun gegründete Kabatec ist auf das Bandagieren, Bündeln und Montieren von Befestigungen an Kabelsätzen spezialisiert. Zum Kerngeschäft gehört die Entwicklung und Produktion von halb- und vollautomatischen Maschinen für die Verarbeitung von klebenden und nicht klebenden Bändern. Kabatec ist weltweit tätig und bedient Kunden vorrangig aus der Automobilzulieferindustrie.
- Laselec SA: Laselec mit Hauptsitz in Toulouse, Frankreich, entwickelt Maschinen für das Abisolieren und Markieren von Kabeln mittels Lasertechnologie. Zu ihrem Portfolio gehören zudem intelligente Verlegebretter für die Kabelsatzfertigung. Die Kunden von Laselec sind hauptsächlich in der Luft- und Raumfahrt tätig. Das Unternehmen besteht seit 2001 und hat eine Niederlassung in den USA.
- Artos Engineering Company: Artos Engineering wurde 1911 gegründet und hat den Hauptsitz in Brookfield, Wisconsin (USA). Das Unternehmen entwickelt und produziert Maschinen für die Kabelverarbeitung und optimiert ihre Standardmaschinen mit Applikationen, die spezifischen Kundenbedürfnissen entsprechen. Artos Engineering bedient hauptsächlich Kunden aus den Marktsegmenten Industrieanwendungen, Automobilindustrie sowie Luft- und Raumfahrt.